# Jeremy Podeswa
Jeremy Podeswa est un réalisateur, scénariste et producteur canadien né en 1962 à Toronto.

## Filmographie

### Réalisateur

#### Cinéma
- 1983 : David Roche Talks to You About Love
- 1984 : Nion
- 1985 : Diamond Time
- 1985 : The Revelations of Becka Paulsen
- 1985 : In the Name of Bobby
- 1992 : Standards
- 1993 : Caveman Rainbow
- 1993 : Walls
- 1995 : Éclipse (Eclipse)
- 1999 : Les Cinq Sens (The Five Senses)
- 2000 : 24fps
- 2001 : The Susan Smith Tapes
- 2002 : Touch, court métrage
- 2002 : Boys Briefs 2, vidéo

#### Télévision
- 2001 : After the Harvest
- 2004 : The L Word
- 2004 : Wonderfalls
- 2005 : Into the West
- 2005 : Rome
- 2007 : Dexter
- 2013 : The Walking Dead
- 2015-2016 : Game of Thrones
- 2018 : The Handmaid's Tale : La Servante écarlate
- 2019 : The Loudest Voice
- 2024 : Le problème à 3 corps

### Scénariste
- 1995 : Éclipse (Eclipse)
- 1999 : Les Cinq Sens (The Five Senses)
- 2000 : 24fps
- 2001 : The Susan Smith Tapes
- 2002 : Touch, court métrage

### Producteur
- 1986 : Nion in the Kaberet de LaVita
- 1995 : Éclipse (Eclipse)
- 1999 : Les Cinq Sens (The Five Senses)